# Thomas William Rhys Davids
Thomas William Rhys Davids, född 12 maj 1843 i Colchester, död 27 december 1922, var en brittisk indolog. Han var gift med författarinnan Caroline Augusta Rhys Davids.
Rhys Davids blev filosofie doktor i Breslau och juris doktor i Edinburgh, tjänstgjorde 1866-1867 som domare på Ceylon och var tillika "archeological commissioner" för brittiska regeringen. Han grundade 1881 "Pali Text Society", vars president han blev och vars "Journal" han redigerat. År 1877 slog sig Rhys Davids ned som advokat i London, blev 1883 professor i pali och buddhistisk litteratur vid University College där och var samtidigt professor i jämförande religionsvetenskap vid universitetet i Manchester. Rhys Davids arbetade företrädesvis på den buddhistiska litteraturens och religionshistoriens område och utgav sammanfattande, mycket lästa arbeten, såsom Buddhism, a sketch of the life and teaching of Gautama, the Buddha (1878), Lectures on the origin and growth of religion as illustrated by Indian buddhism (1881) och Buddhist India (1904). 
Av mera vetenskaplig art var hans publikationer på de buddhistiska texternas område, varav Rhys Davids lämnade översättningar som Buddhist birth stories, being the tales of the anterior births of Gautama Buddha I (1880), Buddhist Suttas (i "Sacred books of the east" XI, 1881), The questions of king Milinda (där, 1890-1894), Dialogues of Buddha translated (i "Sacred books of the buddhists", II, 1899). Rhys Davids skrev vidare Ancient coins and measures of Ceylon (1877) och utgav Dathavainsa, Sumangala och Dighanikaya, The Vibhanga being the second book of the Abhidhamma-Pitaka ("Pali Text Society).